# Isabel Cueto
Isabel Cueto (Kehl, 3 dicembre 1968) è un'ex tennista tedesca.

## Carriera
In carriera ha vinto cinque titoli nel singolare e un titolo di doppio. Nei tornei del Grande Slam ha ottenuto il suo miglior risultato raggiungendo il terzo turno nel singolare all'Open di Francia nel 1985 e nel 1990 e agli US Open nel 1987 e nel 1988, e nel doppio all'Open di Francia nel 1987.
In Fed Cup ha disputato un totale di 4 partite, collezionando 3 vittorie e una sconfitta.

## Statistiche

### Singolare

#### Vittorie (5)
| Numero | Anno           | Torneo                                       | Superficie  | Avversaria in finale | Punteggio |
| 1.     | 10 luglio 1988 | Swedish Open, Båstad                         | Terra rossa | Sandra Cecchini      | 7-5, 6-1  |
| 2.     | 7 agosto 1988  | Athens Trophy, Atene                         | Terra rossa | Laura Golarsa        | 6-0, 6-1  |
| 3.     | 23 luglio 1989 | Estoril Open, Estoril                        | Terra rossa | Sandra Cecchini      | 7-6, 6-2  |
| 4.     | 6 agosto 1989  | Vitosha New Otani Open, Sofia                | Terra rossa | Katerina Maleeva     | 6-2, 7-6  |
| 5.     | 13 luglio 1990 | Internazionali Femminili di Palermo, Palermo | Terra rossa | Barbara Paulus       | 6-2, 6-3  |

#### Finali perse (3)
| Numero | Anno              | Torneo                            | Superficie  | Avversaria in finale | Punteggio |
| 1.     | 27 settembre 1987 | Citizen Cup, Amburgo              | Terra rossa | Steffi Graf          | 2-6, 2-6  |
| 2.     | 6 dicembre 1987   | WTA Argentine Open, Buenos Aires  | Terra rossa | Gabriela Sabatini    | 0-6, 2-6  |
| 3.     | 29 aprile 1990    | Barcelona Ladies Open, Barcellona | Terra rossa | Arantxa Sánchez      | 4-6, 2-6  |

### Doppio

#### Vittorie (1)
| Numero | Anno              | Torneo               | Superficie  | Compagna        | Avversarie in finale       | Punteggio     |
| 1.     | 21 settembre 1986 | Athens Trophy, Atene | Terra rossa | Arantxa Sánchez | Silke Meier Wiltrud Probst | 4-6, 6-2, 6-4 |

### Risultati in progressione
| Sigla | Risultato               |
| ----- | ----------------------- |
| V     | Vincitore               |
| F     | Finalista               |
| SF    | Semifinalista           |
| O     | Oro olimpico            |
| A     | Argento olimpico        |
| SF    | Bronzo olimpico         |
| QF    | Quarti di Finale        |
| 4T    | Quarto turno            |
| 3T    | Terzo turno             |
| 2T    | Secondo turno           |
| 1T    | Primo turno             |
| RR    | Round Robin             |
| LQ    | Turno di qualificazione |
| A     | Assente                 |
| ND    | Non disputato           |

| Legenda superfici    |
| -------------------- |
| Cemento              |
| Terra battuta        |
| Erba                 |
| Superficie variabile |

#### Singolare nei tornei del Grande Slam
| Torneo          | 1985 | 1986 | 1987 | 1988 | 1989 | 1990 | 1991 | 1992 |
| --------------- | ---- | ---- | ---- | ---- | ---- | ---- | ---- | ---- |
| Australian Open | A    | ND   | A    | A    | A    | A    | 2T   | 1T   |
| Open di Francia | 3T   | 1T   | 2T   | 1T   | 1T   | 3T   | 1T   | A    |
| Wimbledon       | A    | A    | A    | 2T   | A    | A    | A    | A    |
| US Open         | 2T   | 1T   | 3T   | 3T   | 2T   | A    | A    | A    |

#### Doppio nei tornei del Grande Slam
| Torneo          | 1987 | 1988 | 1989 |
| --------------- | ---- | ---- | ---- |
| Australian Open | A    | A    | A    |
| Open di Francia | 3T   | 1T   | 1T   |
| Wimbledon       | A    | 1T   | A    |
| US Open         | 2T   | 1T   | A    |

#### Doppio misto nei tornei del Grande Slam
Nessuna partecipazione